# Getijdenboek van Katharina van Kleef

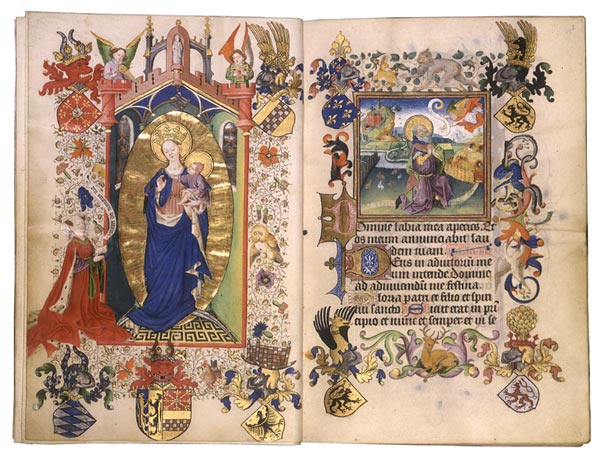
De eerste pagina's uit het getijdenboek, M. 945, ff. 1v en 2r

Het Getijdenboek van Katharina van Kleef is een uit de vroege 15e eeuw daterend rijkgeïllustreerd getijdenboek dat toebehoorde aan Katharina van Kleef. Het werd in opdracht van haar echtgenoot Arnold van Egmont of haar vader Adolf IV van Kleef-Mark rond 1440 vervaardigd door een tot op heden niet-geïdentificeerde Nederlandse kunstenaar, die bekendstaat als de Meester van Katharina van Kleef.
Het manuscript wordt beschouwd als het beste wat de Noord-Nederlandse boekverluchting heeft voortgebracht en is een topstuk op het gebied van de middeleeuwse miniatuurkunst. Het bevindt zich momenteel in twee delen in het Morgan Library and Museum in New York als de manuscripten M. 917 en M. 945. Dit laatste staat ook bekend als de Guennol Hours of ook wel de Arenberg Hours. Het werk is vermoedelijk in de 19e eeuw door een handelaar in twee delen gesplitst en door hem als opzichzelfstaande werken verkocht. De Morgan Library wist in 1963 en 1970 de beide delen, afkomstig uit privéverzamelingen, te verwerven. Een aantal miniaturen, mogelijk elf, zijn verloren gegaan. Vermoed wordt dat deze ooit zijn losgesneden en als aparte kunstwerken zijn doorverkocht.

## Vorm
Het manuscript M 917 bevat 164 folia met 94 miniaturen, waarvan elf volbladminiaturen (152 x 108 mm) en 83 kleinere (61 x 64,5 mm). In dit deel zijn de folia genummerd met paginanummers, rechtsonder. Alleen de oneven paginanummers zijn genoteerd op de recto zijde.
Manuscript M 945 telt 193 folia met 63 illustraties waarvan 17 volbladminiaturen (152 x 108 mm) en 48 kleinere (61 x 64,5 mm). Dit handschrift is genummerd met folium notatie bovenaan links op de recto zijde. Het laatste folium draagt het nummer 192 omdat het folium tussen ff. 50 en 51 geen nummer draagt.
Het originele handschrift bevatte 35 volblad miniaturen, waarvan er zeven verdwenen zijn en 135 halfblad miniaturen waarvan er vier ontbreken. In totaal waren er dus 170 miniaturen waarvan er vandaag 38 volblad en 131 halfblad miniaturen overblijven.
Het tekstblok meet in beide handschriften 150 x 62 mm. De kleinere miniaturen zijn dus eigenlijk halfbladminiaturen. De volbladminiaturen zijn telkens voorzien van een volledige margedecoratie, de halfbladminiaturen niet.
Beide handschriften zijn geschreven op een uiterst fijn velijn dat zeer zorgvuldig werd bewerkt, zodat men nauwelijks een onderscheid kan maken tussen de vleeszijde en de haarzijde van het perkament.
De pagina's hebben alle een omvang van 192 x 130 mm. De tekstpagina's bevatten 20 regels in 1 kolom, gekalligrafeerd in zwart, met afwisselend rode en blauwe lombarden voor de versalen. In de tekst komen ook regelmatig gehistoriseerde en versierde initialen en kleurige randversieringen voor. De tekst is geschreven in een littera textualis formata (een gotisch boekschrift dus), door één enkele schrijver. 

De bedoeling is dat de beide manuscripten na de tentoonstellingen in Nijmegen (Museum Het Valkhof, 2009) en New York (Morgan Library, 2010) weer worden samengevoegd tot een geheel.
Uit de studie van de margeversiering blijkt dat men, met aan zekerheid grenzende waarschijnlijkheid, kan zeggen dat het handschrift in Utrecht werd gemaakt.
Het handschrift is geschreven in het Latijn en de kalender is voor gebruik van de Congregatie van Windesheim, de broederschap die ontstond uit de beweging van de moderne devotie en de regel van de reguliere kanunniken van Sint Augustinus volgden. Het gebruik van Windesheim was prevalent in Nederland in de 15e eeuw.

## Geschiedenis

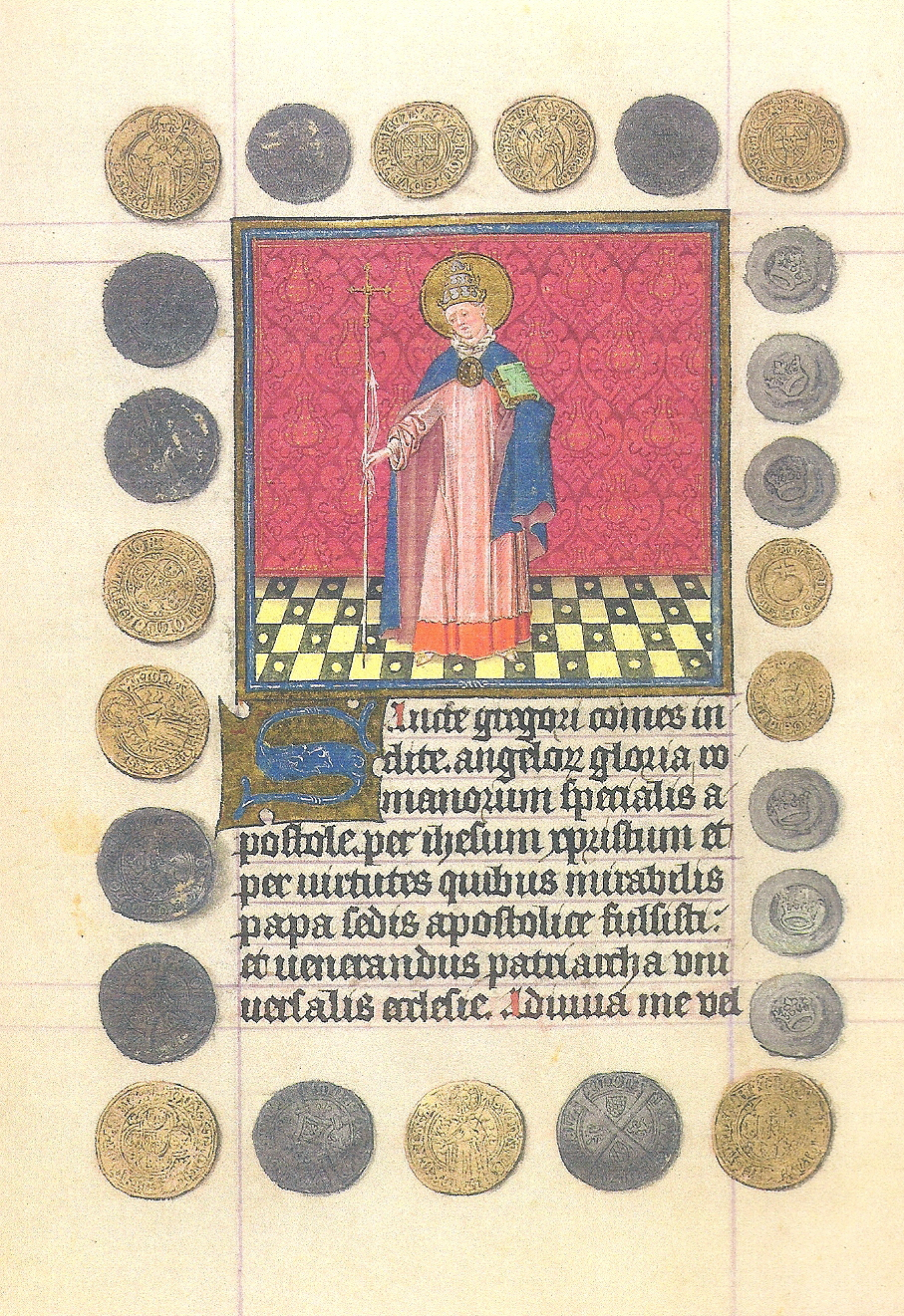
Gregorius de Grote

Volgens Dr. John Plummer, curator van de afdeling Middeleeuwse manuscripten van de Morgan Library, werd de opdracht voor het boek gegeven ter gelegenheid van haar huwelijk op 26 januari 1430. Hoe dat ook zij, er werd nog aan het boek gewerkt in of na 1434, getuige een afbeelding van een munt uit dat jaar, die staat afgebeeld in het manuscript M. 917, p. 240. Deze munt werd uitgegeven onder Filips de Goede, hertog van Bourgondië, die zich vanaf 1433 ook graaf van Holland noemde. Zie de afbeelding met Gregorius de Grote hiernaast.
Tegenwoordig wordt er algemeen aangenomen dat het handschrift afgewerkt was in 1442. Het is dus vrij onwaarschijnlijk dat het handschrift besteld werd ter gelegenheid van Katherina’s huwelijk met Arnold van Egmont, hertog van Gelre op 26 januari 1430, ze moest toen nog 13 jaar worden. Ook 4 februari 1431, de datum waarop ze het hof van haar echtgenoot vervoegt is weinig waarschijnlijk.
Wanneer het dan wel besteld werd blijft een open vraag. Dückers stelt voorop dat het handschrift mogelijk besteld zou zijn uit jaloezie op haar echtgenoot die in 1435 een nieuw prachtig verlucht brevier geleverd kreeg. Het staat wel vast dat het handschrift besteld werd voor Katherina. Hiervan getuigt haar wapenschild dat de prominente plaats inneemt op de eerste miniaturen van het handschrift. Katherina werd zelf drie keer afgebeeld in het handschrift op de folia M 945 1v, en p160. Bovendien worden waarschijnlijk haar juwelen en andere bezittingen in het handschrift afgebeeld. Op folium p237 zien we, bij de miniatuur van de aanbidding der wijzen, de rozenkrans van Katherina afgebeeld in de marge, op een plaketje in het snoer zien we de initialen CD (Catherine Duchesse) ingelegd met pareltjes.
Na de dood van Katherina verliezen we elk spoor van het handschrift. Voor 1856 werd het handschrift, waarschijnlijk door een op winst beluste boekhandelaar, in twee delen gesplitst. Dit werd op dergelijke wijze gedaan dat de gemiddelde bibliofiel geen argwaan zou krijgen dat er met het boek geknoeid was. De samenstelling van de twee delen bleef dusdanig dat men de indruk kreeg van enerzijds een volledig getijdenboek en anderzijds een martyrologium. In die tijd bestudeerde men in eerste instantie de miniaturen en versiering van het boek, waarbij de tekst slechts vluchtig bekeken werd, wat de malafide handelaar de kans gaf om het getijdenboek als het ware twee keer te verkopen.
Het handschrift duikt terug op bij de boekhandelaar Jaques Joseph Techener in Parijs in 1856, die het voor verkoop aanbood voor de som van 15.000 FF. Het wordt aangeschaft door de prins Charles d’Arenberg bij Techener als geschenk voor zijn vrouw Julie d’Arenberg. Die schenkt het boek op 24 juni 1896 aan haar neef, hertog Engelbrecht-Marie d’Arenberg. Via diens erfenis gaat het boek naar Eric-Engelbrecht d’Arenberg die het in 1958 verkoopt aan de New Yorkse boekhandelaar Hans Peter Kraus. Bij het uitpakken van de zending boeken is Alistair Bradley Martin aanwezig, die zo onder de indruk is van het boek dat hij het onmiddellijk aankoopt en zo kwam het handschrift terecht in de Guenol verzameling. In 1970 wordt het boek terug verkocht aan Hans Peter Kraus en vandaar wordt het aangekocht door Morgan waar het bewaard wordt als Ms. M.945.
Het tweede deel, dat de titel droeg Heures de Catherine de Cleves, Martyrologie kwam in het bezit van de familie Rothschild. Via baron Adolphe de Rothschild gaat het naar Maurice de Rothschild. In 1941 wordt het boek in beslag genomen door de Duitsers en overgebracht naar het slot Neuschwanstein in Beieren. Op 28 april 1945 wordt het door de Amerikaanse troepen meegenomen en op 27 maart 1946 aan de rechtmatige eigenaar terug bezorgd. Na het overlijden van Maurice in 1957 wordt het verkocht aan de boekhandelaars Rosenberg & Stiebel die het aanbieden aan de Morgan Library, die tot de aankoop overgaat in 1963. Het draagt nu het nummer Ms. M.917.

## Eén handschrift
Als John Plummer het handschrift in 1963 onderzoekt lijkt hem alles in orde, het handschrift heeft de gebruikelijke omvang en bevat meer miniaturen dan men normaal zou verwachten. Het handschrift bevatte:
- een kalender
- dodenmis
- dinsdag getijden van de Heilige Geest
- woensdag getijden van alle heiligen
- vrijdag getijden van Gods mededogen
- mis van het Heilig Kruis
- zaterdag getijden van de Heilige Maagd en een mis
- een deel van het dodenofficie
- een zeer uitgebreid onderdeel met de suffragia.

Maar als Plummer de gelegenheid krijgt om het Guennol exemplaar in te kijken krijgt hij al zeer snel het vermoeden dat beide handschriften ooit één geheel vormden.
Beide hebben:
- dezelfde bladafmetingen
- dezelfde bladspiegel (afmetingen en aantal lijnen per blad)
- hetzelfde schrift, geschreven door dezelfde hand
- dezelfde miniaturist
- gelijkaardige decoratie van de tekstpagina’s
- volblad- en halfbladminiaturen van dezelfde grootte

Het Guennol handschrift had de volgende inhoud:
- Mariagetijden
- Kruisgetijden
- Zondag getijden en mis van de Heilige Drievuldigheid
- Maandag getijden van de doden
- Dinsdag mis van de Heilige Geest
- Woensdag getijden en mis van alle heiligen
- Donderdag getijden en mis van het Heilig sacrament
- Boetepsalmen
- Litanie
- Dodenofficie (onvolledig)

Bij nader onderzoek werden vaststellingen gedaan die onomstotelijk bewezen dat het Arenberg-Guennol en het Rothschild handschrift samen het getijdenboek van Katherina van Kleef vormden. Inhoudelijk pasten beide boeken perfect bij elkaar en vond men overlopende teksten tussen twee pagina’s waarvan het begin van de tekst zich in het ene handschrift bevond en het vervolg te vinden was in het andere. Bepaalde rubriceringen aan het einde van een blad die het begin van een bepaald uur van een getijde op het volgende blad aankondigden waren deskundig verwijderd. Verder vond men gelijkaardige vuilvlekken terug, op wat ooit opeenvolgende folia waren geweest, in de beide manuscripten (bv: Guenol f97r en Rothschild p180 en Guenol f20r en Morgan p144).
John Plummer heeft weliswaar de samenstelling en de volgorde van de folia zoals die moet geweest zijn in het originele handschrift, voor het gesplitst werd, vastgelegd maar tot op heden zijn de twee delen niet opnieuw samengevoegd.

## Inhoud
Zoals hoger gezegd heeft John Plummer de originele versie van het handschrift opnieuw samengesteld.
Het originele handschrift bevatte de volgende secties:
- f3r-f14v: Kalender
- f15r-f63v: Mariagetijden
- f64r-f97r: Officie van het Heilig Kruisg
- f97vr-f109v: Zondagsgetijden van de Heilige Drievuldigheid
- f110r-f117v: Mis van de Heilige Drievuldigheid
- f118r-f130v: Maandaggetijden van de doden
- f131r-f138r: Requiem mis
- f138v-f150rv: Dinsdaggetijden van de Heilige Geest
- f150v-f157r: Mis van de Heilige Geest
- f157v-f168v: Woensdaggetijden van alle heiligen
- f169r-f176v: Mis van alle heiligen
- f177r-f189r: Donderdaggetijden van het heilig sacrament
- f189v-f197v: Mis van het heilig sacrament
- f198r-f220v: Vrijdaggetijden van de goddelijke barmhartigheid
- f221r-f229v: Mis van het heilig kruis
- f230r-f239v: Zaterdaggetijden van de Heilige Maagd
- f239v-f248v: Mis voor de heilige Maagd
- f249r-f266v: Boetepsalmen
- f267r-f303r: Dodenofficie
- f303v-f366v: Suffragia
- f367r-f368v: Gebed tot God de Vader

De inhoud van het getijdenboek is uitzonderlijk. Hoewel specifieke getijden voor de weekdagen ook voorkomen in enkele andere getijdenboeken die in Vlaanderen werden gemaakt is dit zeker niet het geval voor Nederland. De combinatie met specifieke missen voor de weekdagen komt niet voor, noch in de Nederlanden noch in Frankrijk. Er zijn enkele gevallen bekend uit Italië.

## Verluchting

### De verluchter
Zoals eerder gezegd zijn de meeste kunsthistorici het erover eens dat het handschrift verlucht werd door slechts één miniaturist, alleszins wat de miniaturen aangaat. Voor de tekstbladzijden zonder miniaturen deed de meester een beroep op een andere miniaturist die geïdentificeerd werd als de meester van de History Bible 69B10 in Den Haag. De meester verdeelde de katernen die moesten verlucht worden zodanig, dat die met uitsluitend tekst bij zijn collega terechtkwamen, die daarvan de verluchting deed, de andere met miniaturen voerde hij zelf uit, inclusief de margeversiering. Ook de verso’s van de pagina’s met miniaturen verluchtte hij eigenhandig.
De meester van Katherina van Kleef werd duidelijk geïnspireerd door andere kunstenaars zoals Jan van Eyck en Robert Campin alias de Meester van Flémalle en hij kende blijkbaar het werk van veel van de miniaturisten uit de Lage Landen die hem voorafgingen.Voor de miniaturen van de kruisdraging, kruisiging en kruisafname heeft hij compositie-elementen en figuren geleend bij de voornoemde meesters
In de loop van de jaren die de meester van het getijdenboek van Katharina van Kleef aan het manuscript werkte evolueerde zijn stijl. Dat is onder meer duidelijk te merken aan de landschappen die hij schilderde. In zijn vroege landschappen, bijvoorbeeld in de miniatuur van de ontmoeting bij de gouden poort, kunnen we vaststellen dat hij het perspectief duidelijk nog niet beheerst. We zien een horizonlijn boven de hoofden van de figuren op de voorgrond, heuvels die op elkaar gestapeld lijken te zijn, foutieve schaalverhouding tussen wat dichtbij en wat veraf is en de dingen op de achtergrond zijn te groot en te nauwkeurig geschilderd. De miniatuur met de koningin van Sheba ziet er al volkomen anders uit.
Ook in de voorstelling van personen is er duidelijk een evolutie merkbaar, van houterig en hoekig voor de vroege minaturen, naar meer vloeiende en continue figuren die ook meer geïdealiseerd worden.
De iconografie die door de meester gebezigd wordt is dikwijls sterk afwijkend van wat men normaal in een getijdenboek zou verwachten. Het is waarschijnlijk dat de iconografie werd ontworpen in samenwerking met een geestelijke die de schriften degelijk kende. De basis van de miniaturen van de getijden van de Heilige Geest en die van het Heilig Sacrament, met hun verwijzingen naar Bijbelteksten, was waarschijnlijk geen gemeengoed onder de miniaturisten.
In de margedecoratie heeft de Kleef-meester zich van zijn meest vernieuwende zijde getoond. Veel van de motieven die hij gebruikt waren in zijn tijd volledig nieuw, merkwaardig genoeg zijn ze daarna ook niet door anderen overgenomen. Veel kunsthistorici hebben gepoogd een relatie te leggen tussen de margedecoratie en de miniatuur op de bladzijde, maar tot op heden zonder veel succes, behalve dan voor de religieuze onderwerpen waar het meestal evident is.

### Beschrijving van enkele miniaturen

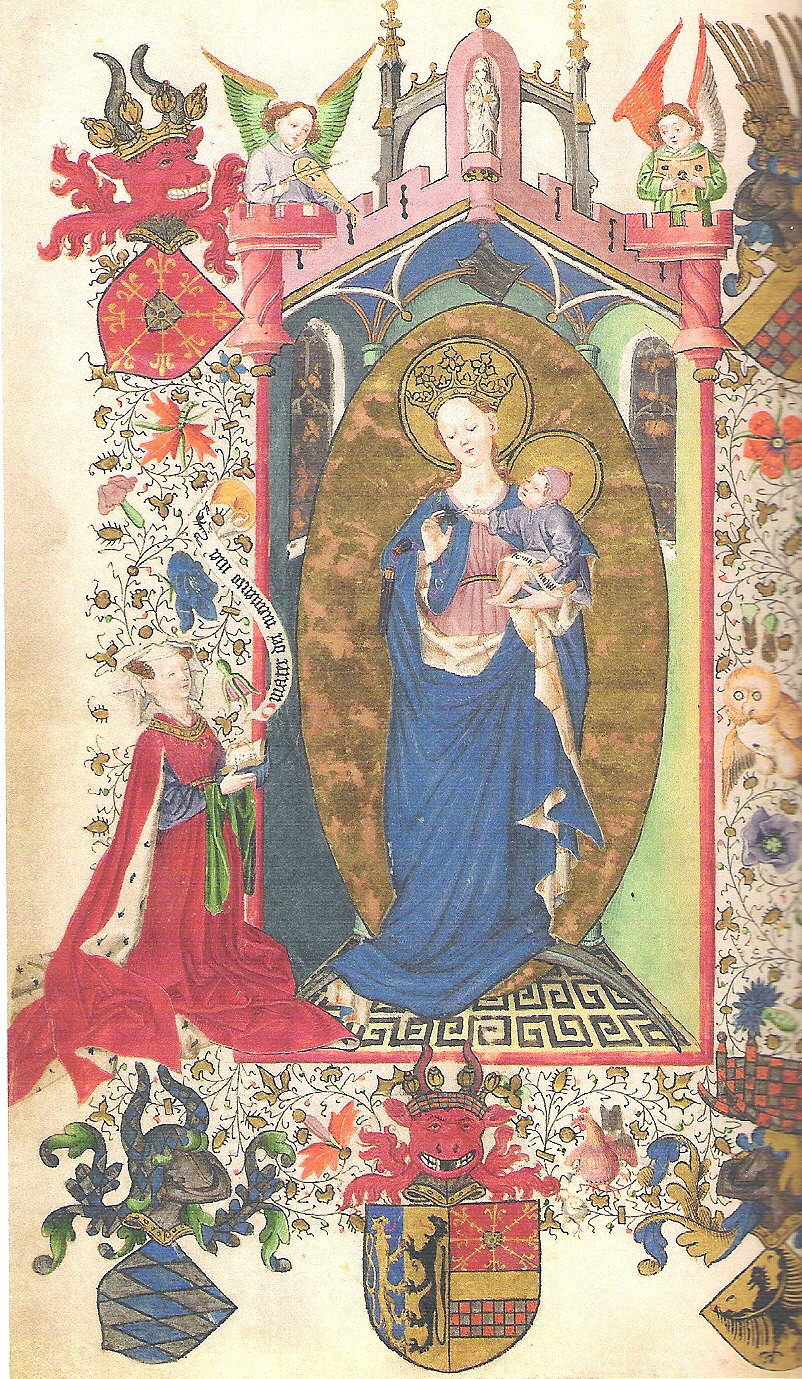

Katherina van Kleef staat zelf op een aantal miniaturen afgebeeld, zoals meteen al op de eerste pagina, hiernaast weergegeven. De hertogin is rijk gekleed in een rode met hermelijn gevoerde mantel en heeft haar getijdenboek in de handen. Zij knielt in aanbidding voor de heilige Maagd die het Christuskind op de arm draagt. De banderol vermeldt de tekst “O mater dei memento mei” (O Moeder van God, denk aan mij). Middenonder is haar wapenschild afgebeeld.
Een andere afbeelding waarop zij staat afgebeeld is Ms. M. 917, p. 65, die Katherina toont terwijl zij aalmoezen uitreikt aan een drietal minder bedeelden, als werk van barmhartigheid en daarmee een teken van vroomheid. Verder komt zij voor op pagina 160 van dit manuscript, waar zij samen met Maria wordt afgebeeld op een symbolische voorstelling van de kruisiging. Ook hier heeft zij haar gebedenboek binnen handbereik.

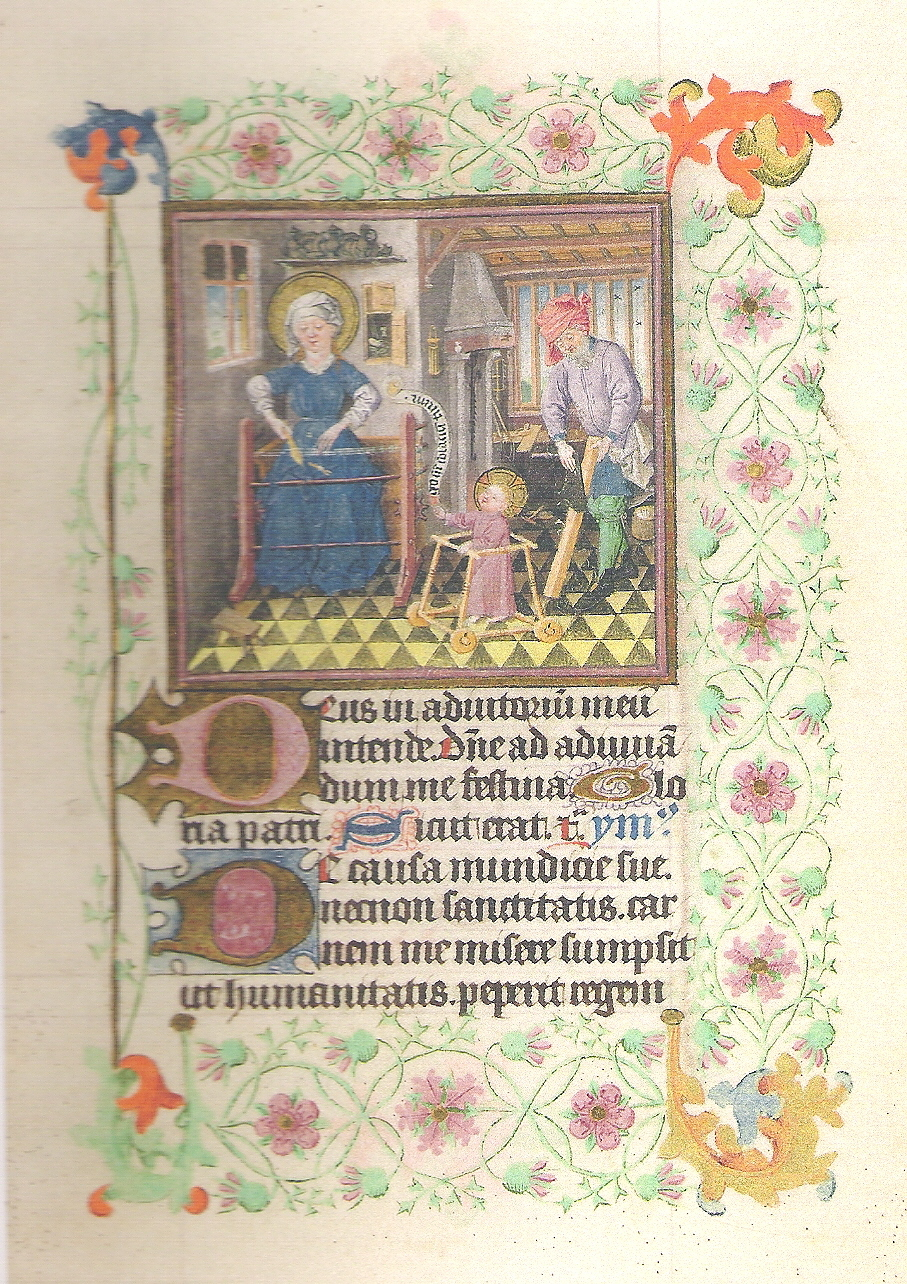
De Heilige Familie aan het werk

De Heilige Familie aan het werk (manuscript M. 917, p. 149) toont een zeer huiselijk naar de middeleeuwen vertaald beeld van de dagelijkse bezigheden van het gezin van Jozef, Maria en Jezus. Zij zijn afgebeeld als eenvoudige ambachtslieden, die zich bezighouden met hun dagelijks werk.
Maria is aan het spinnen en weven, Jozef houdt zich bezig met zijn traditionele timmermanswerk; zijn gereedschappen zijn op de achtergrond afgebeeld.
Waar de Heilige Familie in de getijdenboeken meestal werd getoond in devote illustraties van de aankondiging van de geboorte, de stal, de aanbidding door de herders, de aanbieding van geschenken door de drie koningen en de vlucht naar Egypte, wordt hier een beeld getoond van een nijver huisgezin, druk doende met nuttige handwerken.
Het weefgetouw van Maria en het looprek van Jezus zijn mogelijk voorbeelden van Jozefs handwerk.

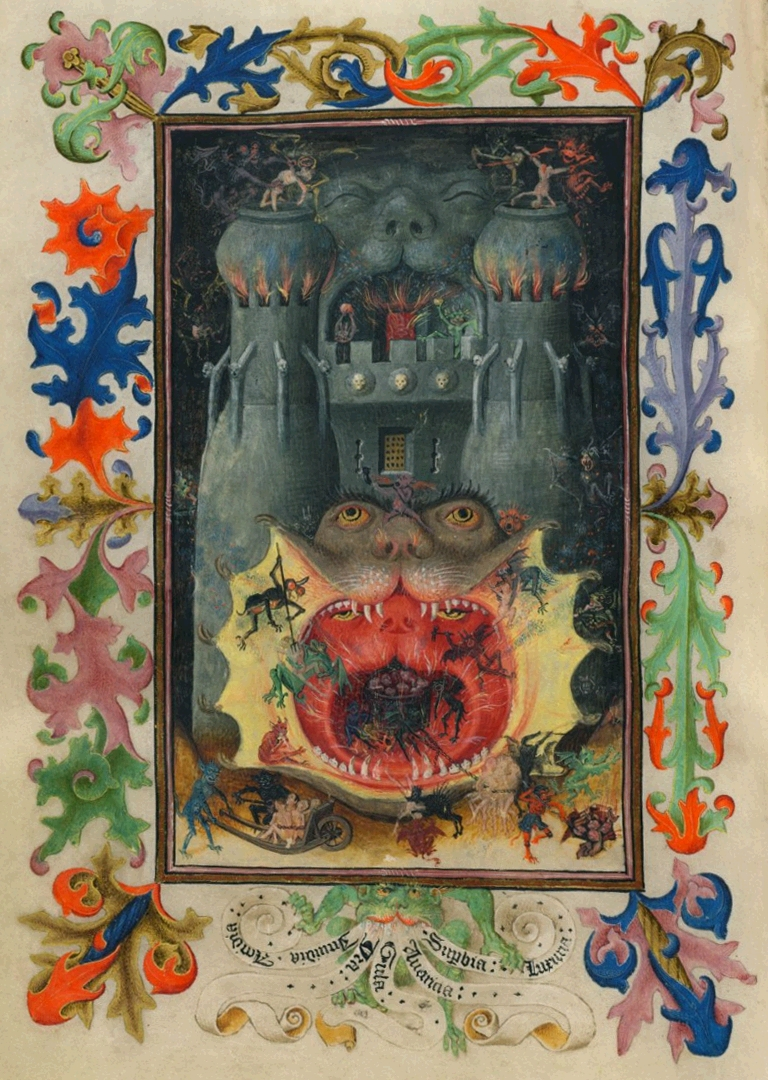
Hellemond, M. 945, f. 168v

Van een geheel andere orde is de afbeelding van de Hellemond. Illustraties betreffende het vagevuur en, in mindere mate, de hel waren niet ongebruikelijk in getijdenboeken, maar deze befaamde afbeelding van de Meester is wel zeer afschrikwekkend. 

De hellemond blijkt bij nadere beschouwing te bestaan uit drie muilen. De rode huig onderaan beschikt naast de tanden ook zelf over ogen en een neus. De verdoemde zielen worden bestookt en gemarteld door duivels en verse slachtoffers worden per kruiwagen aangevoerd. 

Daarboven bevinden zich een tweede paar ogen en een neus. Het geheel wordt bovenaan bekroond door een derde muil, met een neus en gesloten ogen, de poort van de hel verbeeldend in de vorm van een kasteel. Vuur slaat uit de ramen en op de kantelen worden de verdoemde zielen door duivels met stenen bekogeld. 

De randdecoraties bevatten fraaie bloemmotieven; onder de afbeelding worden in de banderollen de zeven hoofdzonden vermeld.

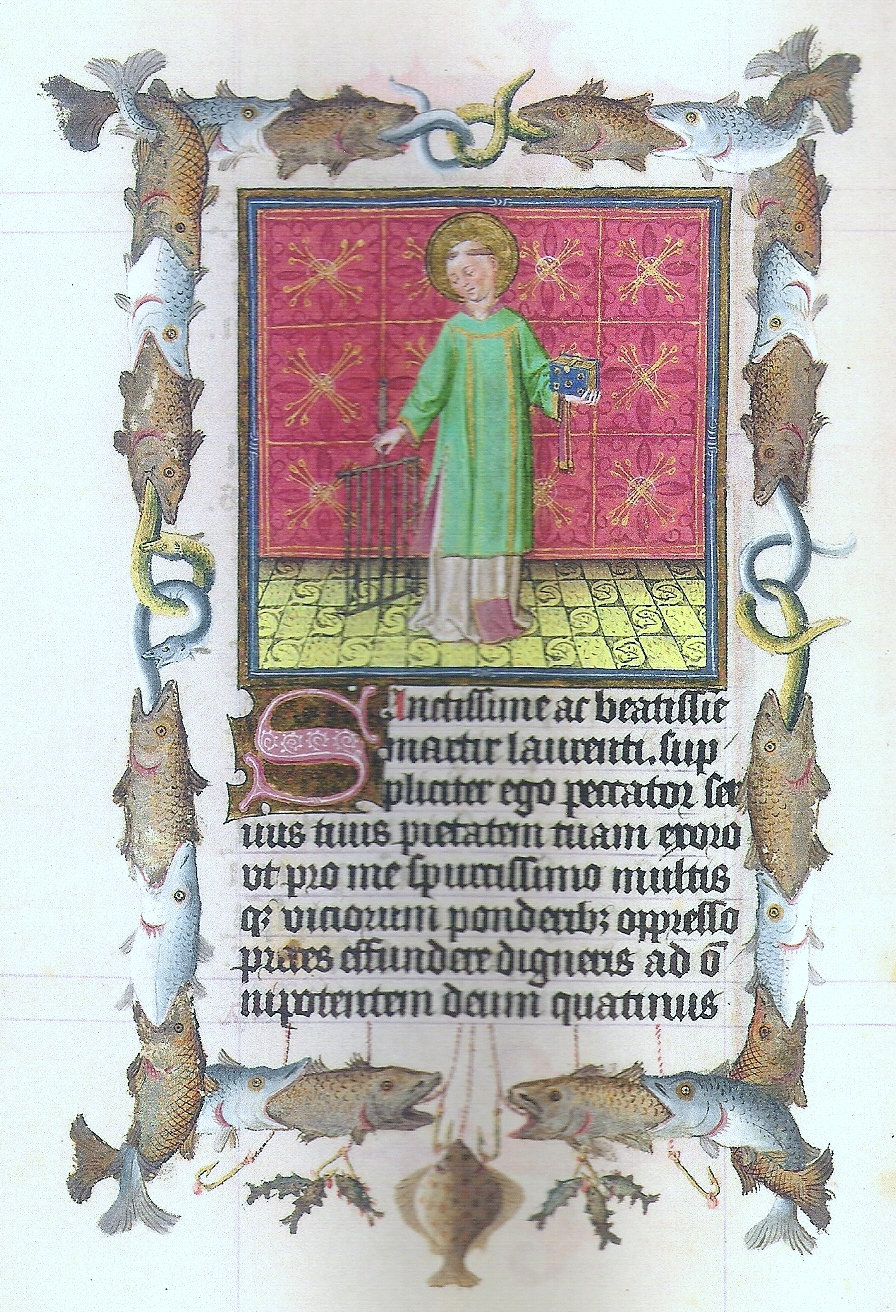
Laurentius

De Meester van dit getijdenboek is befaamd om zijn inventieve randversieringen. Hij gebruikte deze veelvuldig als aanvulling bij of als commentaar op de bijgaande miniatuur. Sommige hebben een speels karakter en lijken als vermakelijkheden bedoeld, andere geven een nadere duiding bij de hoofdillustratie. Zie ook de afbeelding met Gregorius de Grote, hierboven. De daar getoonde munten kunnen verwijzen naar het feit dat Gregorius de pauselijke financiën op orde wist te brengen en naar zijn kennelijke gewoonte om aalmoezen uit te delen.
De afbeelding hiernaast toont de heilige Laurentius. Het attribuut in zijn rechterhand is het rooster waarop hij gemarteld zou zijn en tijdens welk proces hij volgens de volkslegende zou hebben uitgeroepen: "Ik ben al gaar, keer mij om en eet me op."
De betekenis van de elkaar in de staart bijtende vissen die de schildering omranden is niet geheel duidelijk. Mogelijk is het een verwijzing, met een knipoog, naar het rooster of verbeeldt het het gezegde 'de grote vissen eten de kleine' ofwel 'de rijken profiteren van de armen'.

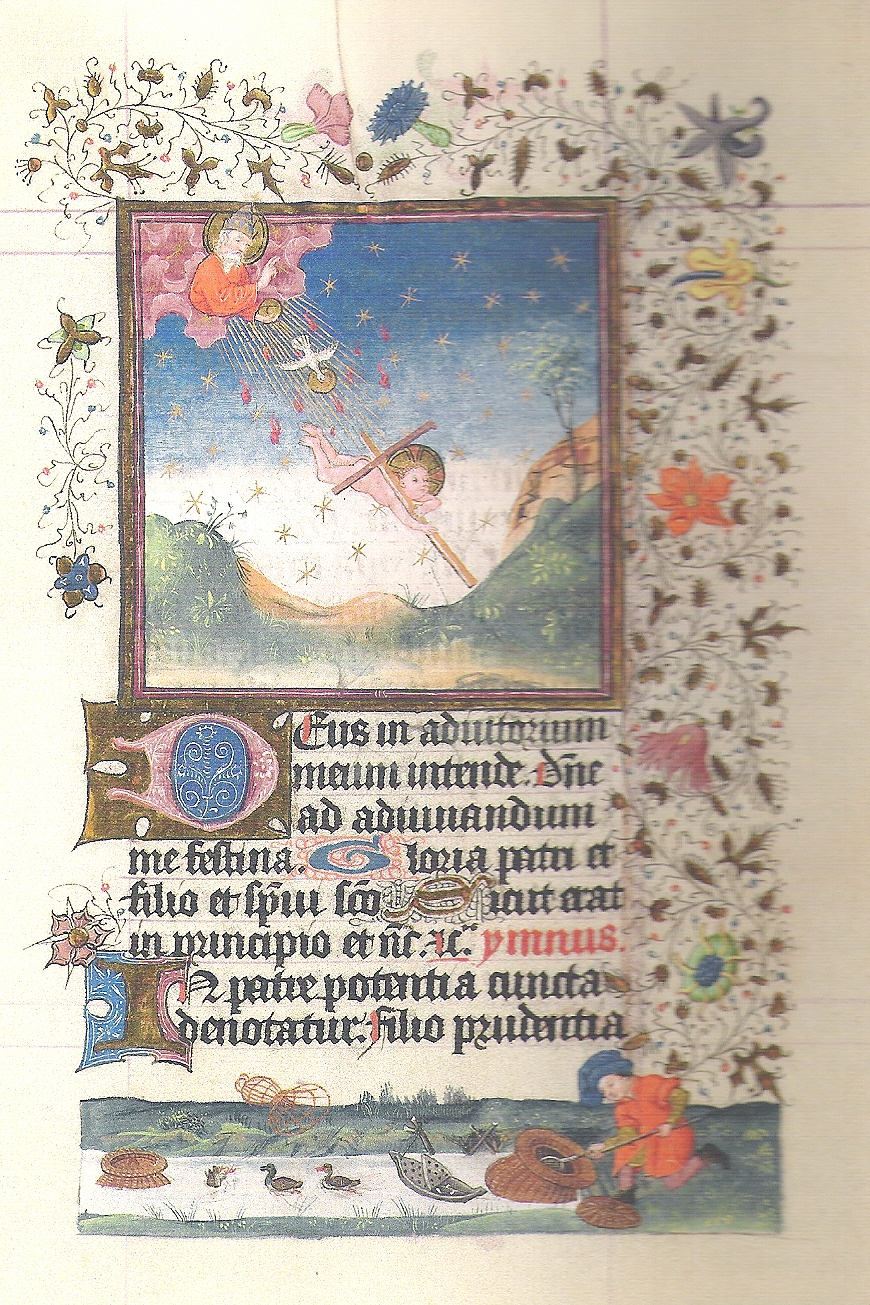
Drie-eenheid

De afbeelding rechts, behorende tot de zondagse getijden van de Drie-eenheid, geeft een curieuze weergave van God, die linskboven troont en die zijn zoon naar de aarde stuurt. Als vervoermiddel voor Jezus wordt het kruis gebruikt. De Heilige Geest is in de voorstelling aanwezig in de vorm van de duif.
De decoratie in de benedenmarge toont een visser die aan het werk is, en zijn vis verzamelt in een gereedstaande mand.
Een ander getijdenboek van de Meester van Catharina van Kleef, dat hij vervaardigde in samenwerking met de Vlaamse kunstenaar Lieven van Lathem voor de rijke familie Van Lochorst, dateert uit ca. 1460, is in het Nederlands geschreven en wordt bewaard in het Museum Meermanno-Westreenianum in Den Haag. Het complete werk is online te bezichtigen, desgewenst met transcripties. Zie hiervoor de externe link hieronder.